# Форт Бранч (Индијана)
Форт Бранч (енгл. Fort Branch) град је у америчкој савезној држави Индијана.

## Демографија
По попису из 2010. године број становника је 2.771, што је 451 (19,4%) становника више него 2000. године.
| Група             | 2000.         | 2010.         |
| Белци             | 2.280 (98,3%) | 2.672 (96,4%) |
| Афроамериканци    | 6 (0,3%)      | 9 (0,3%)      |
| Азијати           | 6 (0,3%)      | 34 (1,2%)     |
| Хиспаноамериканци | 16 (0,7%)     | 25 (0,9%)     |
| Укупно            | 2.320         | 2.771         |